# Château de Chevreaux
Le château de Chevreaux domine la plaine bressane depuis son socle rocheux situé à une altitude de 473 m.
Il est situé dans la commune de Chevreaux, dans le Jura (Bourgogne-Franche-Comté).

## Histoire
En 974, Manassès III, sire de Coligny, fit don des terres de "Chevrel" et "Chastel" aux moines de Gigny-sur-Suran. Le château est mentionné pour la première fois en 1158 dans une narration des moines de l'Abbaye du Miroir. Il était le siège d'une seigneurie possédée par la maison de Coligny (de la construction jusqu'en 1332), en particulier par Humbert de Coligny, fondateur de l'Abbaye Notre-Dame du Miroir, puis par Guerric de Coligny. Elle passa ensuite aux seigneurs de Montluel de 1270 à 1332 car Guy de Montluel épousa en 1280 Marguerite fille de Guillaume III de Coligny-le-Vieux. Puis aux Vienne de 1332 à 1651 car Marguerite de Montluel, dame de Chevreau(x)/Chevrel, morte en 1334, fille de Guy et Marguerite de Coligny ci-dessus, épousa Philippe II ou III de Vienne seigneur de Lons-Bourg St-Désiré, Pymont (Jura), Montmorot, Ruffey  : voir l'article Ste-Croix. Enfin aux Damas d'Antigny car Claude-Alexandrine de Vienne, dame d'Antigny, Ruffey et Chevreaux, lointaine descendante des précédents, se maria en 1651 avec Claude II de Damas du Breuil). La seigneurie reçoit le titre de baronnie vers le début du XVIe siècle.
À la mort de Charles Le Téméraire, le château a été pris et démantelé par ordres de Louis XI, vers 1480.
Lors de l'invasion de la Comté par les troupes d'Henri IV, en 1595, des dégâts ont été commis (porterie mise à bas, etc.).
Un texte de 1628 rapporte « Le château et maison forte de Chevreaux, bien revêtu de tours et muraille en bonne défense, où il y a douze chambres à feu, une chapelle, cuisine, sommellerie, et cinq ou six greniers et belles caves voutées, ensemble des écuries, fours, chambre de boulangerie et beau jardinage ».
Le 2 avril 1637, au cours de la guerre de Dix Ans, le duc de Longueville assiège le château, qui, après une résistance acharné de trois jours, est pris, pillé et saccagé de fond en comble ; le donjon qui avait résisté aux coups de canon est détruit à la mine et les fortifications sont démolies partiellement.
Depuis 1990, le château bénéficie de chantiers de restauration.

## Panorama

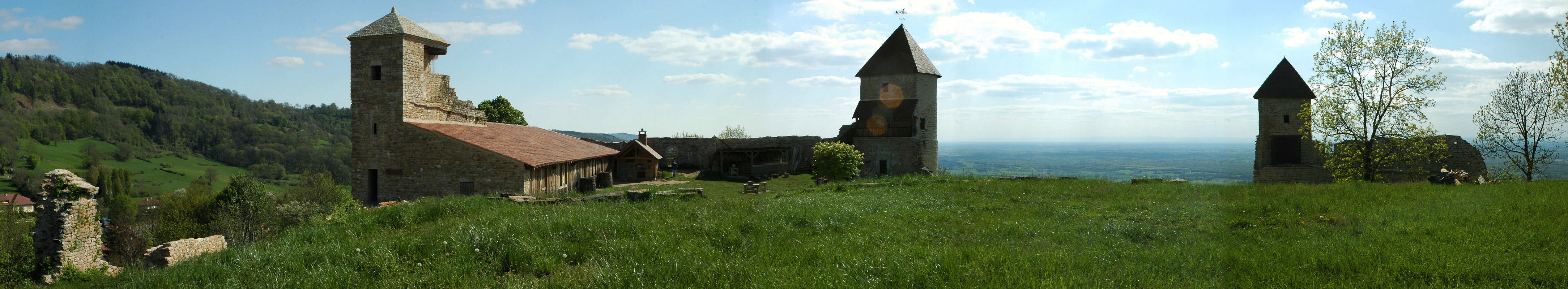
Vue panoramique du château de Chevreaux